# Paracontias fasika
Paracontias fasika — вид сцинкоподібних ящірок родини сцинкових (Scincidae). Ендемік Мадагаскару.

## Поширення і екологія
Paracontias fasika відомі з типової місцевості, розташованої в лісі д'Оранжа в регіоні Діана на крайній півночі острова Мадагаскар. Вони живуть в сухих чагарникових заростях, що ростуть на піщаних дюнах, на висоті понад 10 м над рівнем моря.

## Збереження
МСОП класифікує цей вид як такий, що перебуває на межі зникнення. Paracontias fasika загрожує знищення природного середовища.